# Emma Cline
Œuvres principales
- The Girls

Emma Cline, née en 1989, est une femme de lettres américaine, originaire de Californie, dont le premier roman, The Girls, est traduit en 34 langues.

## Biographie
Née en 1989, elle est issue d'une famille de la Napa Valley, à Sonoma en Californie, et a grandi dans une fratrie de sept enfants. Ses parents sont vignerons. Elle étudie dans le Vermont puis bénéficie du programme d'écriture de l'université Columbia, à Manhattan,.
En 2014, elle est lauréate du Plimpton Prize avec sa nouvelle Marion. Son premier roman, The Girls, qui met en scène une adolescente dans un groupe sectaire évoquant celui de Charles Manson,, paraît en 2016 et sera traduit en 34 langues. Harvey, paru en 2021, librement adapté de l'affaire Weinstein, porte sur le pouvoir et la folie que la perte de celui-ci génère.
The Guest (L'Invitée), roman paru en 2023, est décrit comme « une plongée chez les heureux du monde où la laideur des comportements observés contraste avec la splendeur des décors. Le roman en livre une critique d'autant plus rigoureuse qu'elle est administrée à mi-voix, sans effet de manche ni revendication.

## Œuvres

### Romans
- The Girls, La Table ronde, 2016 ((en) The Girls, 2016)Prix Shirley-Jackson 2016
- Los Angeles, La Table Ronde, 2019
- Harvey, trad. Jean Esch, La Table Ronde, 2021
- Daddy (recueil de nouvelles), 2021
- L'Invitée, La Table ronde, 2023